# Fichier graphique
 (janvier 2023).
Si vous disposez d'ouvrages ou d'articles de référence ou si vous connaissez des sites web de qualité traitant du thème abordé ici, merci de compléter l'article en donnant les références utiles à sa vérifiabilité et en les liant à la section « Notes et références ».
Les fichiers graphiques sont utilisés pour l'échange de données, en export et en import. Chaque format (EPS, CGM, etc.) dispose d'un filtre qui est un programme réalisant la conversion entre le format natif du logiciel et les formats de destination ou source.
Les formats sont très hétérogènes, ce qui peut conduire à des pertes de données lors de ces transferts.
Les fichiers graphiques en général utilisent des métadonnées.